# Lijst van keizers van de Tran-dynastie
Hieronder bevindt zich een overzicht van alle keizers van de Tran-dynastie.

## Lijst
| Tempelnaam      | Regeernamen                                                                      | Echte naam    | Leven     | Regering  | Postume naam         |
| --------------- | -------------------------------------------------------------------------------- | ------------- | --------- | --------- | -------------------- |
| Trần Thái Tông  | Kiến Trung (1226-1232) Thiên Ứng Chính Bình (1232-1251) Nguyên Phong (1251-1258) | Trần Cảnh     | 1218-1277 | 1226-1258 | Nguyên Hiếu Hoàng đế |
| Trần Thánh Tông | Thiệu Long (1258-1272) Bảo Phù (1273-1278)                                       | Trần Hoảng    | 1240-1291 | 1258-1278 | Tuyên Hiếu Hoàng Đế  |
| Trần Nhân Tông  | Thiệu Bảo (1278-1285) Trùng Hưng (1285-1293)                                     | Trần Khâm     | 1258-1308 | 1278-1293 | Duệ Hiếu Hoàng Đế    |
| Trần Anh Tông   | Hưng Long                                                                        | Trần Thuyên   | 1276-1320 | 1293-1314 | Nhân Hiếu Hoàng Đế   |
| Trần Minh Tông  | Đại Khánh (1314-1323) Khai Thái (1324-1329)                                      | Trần Mạnh     | 1300-1357 | 1314-1329 | Văn Triết Hoàng Đế   |
| Trần Hiến Tông  | Khai Hựu                                                                         | Trần Vượng    | 1319-1341 | 1329-1341 | ?                    |
| Trần Dụ Tông    | Thiệu Phong (1341-1357) Đại Trị (1358-1369)                                      | Trần Hạo      | 1336-1369 | 1341-1369 | ?                    |
| Hôn Đức Công    | Đại Định                                                                         | Dương Nhật Lễ | ?-1370    | 1369-1370 | geen                 |
| Trần Nghệ Tông  | Thiệu Khánh                                                                      | Trần Phủ      | 1321-1394 | 1370-1372 | Anh Triết Hoàng Đế   |
| Trần Duệ Tông   | Long Khánh                                                                       | Trần Kính     | 1337-1377 | 1373-1377 | ?                    |
| Trần Phế Đế     | Xương Phù                                                                        | Trần Hiện     | 1361-1388 | 1377-1388 | geen                 |
| Trần Thuận Tông | Quang Thái                                                                       | Trần Ngung    | 1378-1399 | 1388-1398 | geen                 |
| Trần Thiếu Đế   | Kiến Tân                                                                         | Trần An       | 1396-?    | 1398-1400 | geen                 |

## Stamboom
|                                |                                |  |                              |                              |  |                               |  |  |                            |                            |  |                             |                             |  |
|                                |                                |  |                              |                              |  | 1 Trần Thái Tông 1226 - 1258  |  |  |                            |                            |  |                             |                             |  |
|                                |                                |  |                              |                              |  |                               |  |  |                            |                            |  |                             |                             |  |
|                                |                                |  |                              |                              |  | 2 Trần Thánh Tông 1258 - 1278 |  |  |                            |                            |  |                             |                             |  |
|                                |                                |  |                              |                              |  |                               |  |  |                            |                            |  |                             |                             |  |
|                                |                                |  |                              |                              |  | 3 Trần Nhân Tông 1278 - 1293  |  |  |                            |                            |  |                             |                             |  |
|                                |                                |  |                              |                              |  |                               |  |  |                            |                            |  |                             |                             |  |
|                                |                                |  |                              |                              |  | 4 Trần Anh Tông 1293 - 1314   |  |  |                            |                            |  |                             |                             |  |
|                                |                                |  |                              |                              |  |                               |  |  |                            |                            |  |                             |                             |  |
|                                |                                |  |                              |                              |  | 5 Trần Minh Tông 1314 - 1329  |  |  |                            |                            |  |                             |                             |  |
|                                |                                |  |                              |                              |  |                               |  |  |                            |                            |  |                             |                             |  |
|                                |                                |  |                              |                              |  |                               |  |  |                            |                            |  |                             |                             |  |
| 8 Trần Nghệ Tông 1370 - 1372   | 8 Trần Nghệ Tông 1370 - 1372   |  | 6 Trần Hiến Tông 1329 - 1341 | 6 Trần Hiến Tông 1329 - 1341 |  |                               |  |  | 7 Trần Dụ Tông 1341 - 1369 | 7 Trần Dụ Tông 1341 - 1369 |  | 9 Trần Duệ Tông 1373 - 1377 | 9 Trần Duệ Tông 1373 - 1377 |  |
|                                |                                |  |                              |                              |  |                               |  |  |                            |                            |  |                             |                             |  |
| 11 Trần Thuận Tông 1388 - 1398 | 11 Trần Thuận Tông 1388 - 1398 |  |                              |                              |  |                               |  |  |                            |                            |  | 10 Trần Phế Đế 1377 - 1388  | 10 Trần Phế Đế 1377 - 1388  |  |
|                                |                                |  |                              |                              |  |                               |  |  |                            |                            |  |                             |                             |  |
| 12 Trần Thiếu Đế 1398 - 1400   |                                |  |                              |                              |  |                               |  |  |                            |                            |  |                             |                             |  |
|                                |                                |  |                              |                              |  |                               |  |  |                            |                            |  |                             |                             |  |